# Corinne Diacre
Corinne Catherine Diacre (Croix, 4 agosto 1974) è un'allenatrice di calcio ed ex calciatrice francese, di ruolo difensore.

## Caratteristiche tecniche
Da calciatrice giocava come stopper, difensore centrale molto rigorosa e perfezionista. Come allenatrice è molto attenta dal punto di vista tattico.

## Carriera

### Giocatrice
Nata a Croix, nel nord della Francia, e trasferitasi con la famiglia prima nella zona di Saint-Étienne e poi nella Creuse, a causa del lavoro del padre Claude, ex calciatore e operaio tessile, Corinne Diacre crebbe calcisticamente nei club di Aubusson e Azérables. Nel 1988, all'età di 14 anni, passò a giocare al Soyaux, società della vicina Charente e iscritta alla Division 1, la massima serie del campionato francese. Da allora ha passato vent'anni tra le file del Soyaux, giocandovi per tutta la sua carriera, nonostante fossero arrivate proposte anche da parte di club statunitensi. Complessivamente, ha collezionato quasi 350 presenze in Division 1. Nell'ottobre 2006, nel corso della partita di campionato tra Montpellier e Soyaux subì la rottura del legamento crociato anteriore del ginocchio destro, che determinò la fine della sua carriera agonistica all'età di 32 anni.
Diacre fece il suo esordio con la maglia della nazionale francese il 9 marzo 1993, all'età di 18 anni, nella partita amichevole persa per 3-1 contro la Svezia. In tutto, ha collezionato 121 presenze e 14 reti in 12 anni di carriera in nazionale, prendendo parte a tre edizioni del campionato europeo e a un'edizione del campionato mondiale. Ha vestito anche la fascia di capitano della squadra nazionale. Il 16 novembre 2002 segnò la rete decisiva che consentì alla Francia di superare per 1-0 l'Inghilterra nello spareggio per la qualificazione alla fase finale del campionato mondiale 2003, che rappresentò la prima partecipazione de Les Bleues. Nell'agosto 2005, a valle del campionato europeo 2005 concluso dalla Francia con un'eliminazione alla fase a gironi, Diacre annunciò il suo ritiro dalla squadra nazionale.

### Allenatrice
Conclusa la carriera agonistica, nel 2007 Diacre divenne assistente di Bruno Bini, selezionatore della nazionale francese femminile. Sempre nello stesso anno assunse la carica di allenatrice del Soyaux, mantenendola per sei stagioni di fila per poi lasciare il Soyaux al termine della stagione 2012-13. Lasciò il Soyaux dopo 25 anni, riportando la squadra in Division 1 dopo un'altra annata in Division 2. Poche settimane prima aveva terminato anche l'incarico di assistente di Bini in nazionale. Nel 2014 divenne la prima donna ad ottenere in Francia la licenza di allenatore di calcio professionistico.
Il 28 giugno 2014 diviene la prima donna a diventare allenatore di una società professionistica francese, andando a firmare un contratto biennale col Clermont Foot, club di Ligue 2, seconda divisione del campionato francese maschile, prendendo il posto della portoghese Helena Costa, che aveva rinunciato alla posizione un mese dopo la nomina. Fece il suo debutto da allenatore il 5 agosto 2014, appena dopo aver compiuto 40 anni, in una sconfitta per 2-1 in trasferta dal Brest. Al termine della stagione il Clermont Foot si classificò al 12º posto, raggiungendo agevolmente la salvezza. Grazie ai risultati ottenuti nella prima stagione, a settembre 2015 la società le rinnovò il contratto di altri due anni. Le due stagioni successivi vennero chiuse al settimo e al dodicesimo posto in classifica.
Il 30 agosto 2017 lasciò la panchina del Clermont Foot perché venne nominata alla guida della nazionale francese femminile. Nel 2019 guidò la nazionale francese nel campionato mondiale organizzato proprio in Francia. Dopo aver superato a punteggio pieno il proprio girone, superando in ordina la Corea del Sud per 4-0, la Norvegia per 2-1 e la Nigeria per 1-0, negli ottavi di finale la Francia superò il Brasile per 1-0 dopo i tempi supplementari. Il cammino delle francesi s'interruppe nei quarti di finale con la sconfitta per 2-1 contro gli Stati Uniti. La preparazione alla manifestazione venne caratterizzata da alcune critiche per l'esclusione di calciatrici quali Kheira Hamraoui e Marie-Antoinette Katoto, soprattutto per la seconda particolarmente prolifica di reti col Paris Saint-Germain, scelte difese da Diacre con l'obiettivo di puntare su una squadra più che sulle individualità.
Anche i mesi successivi al campionato mondiale 2019 furono caratterizzati da critiche verso la gestione molto rigorosa di Diacre e verso alcune sue scelte per le convocazioni e l'assegnazione della fascia da capitano. Ulteriori critiche alla sua gestione arrivarono nella seconda metà del 2020 da parte delle veterane Sarah Bouhaddi, che annunciò una pausa dalla nazionale, e Amandine Henry.
Ai primi di marzo 2020 Diacre guidò la Francia alla vittoria della prima edizione del Tournoi de France, bissando anche l'anno seguente.
Il 9 marzo 2023, a seguito di alcuni dissidi con le calciatrici della nazionale che non condividevano i suoi metodi (alcune si ritirarono dalla nazionale per questo), venne sollevata dall'incarico.

## Statistiche

### Statistiche da allenatrice

#### Club femminile
| Stagione        | Squadra         | Campionato      | Campionato | Campionato | Campionato | Campionato | Coppe nazionali | Coppe nazionali | Coppe nazionali | Coppe nazionali | Coppe nazionali | Coppe continentali | Coppe continentali | Coppe continentali | Coppe continentali | Coppe continentali | Altre coppe | Altre coppe | Altre coppe | Altre coppe | Altre coppe | Totale | Totale | Totale | Totale | % Vittorie | Piazzamento |
| Stagione        | Squadra         | Comp            | G          | V          | N          | P          | Comp            | G               | V               | N               | P               | Comp               | G                  | V                  | N                  | P                  | Comp        | G           | V           | N           | P           | G      | V      | N      | P      | %          | Piazzamento |
| --------------- | --------------- | --------------- | ---------- | ---------- | ---------- | ---------- | --------------- | --------------- | --------------- | --------------- | --------------- | ------------------ | ------------------ | ------------------ | ------------------ | ------------------ | ----------- | ----------- | ----------- | ----------- | ----------- | ------ | ------ | ------ | ------ | ---------- | ----------- |
| 2007-2008       | Soyaux          | D1              | 22         | 9          | 3          | 10         | CF              | 4               | 2               | 1               | 1               | -                  | -                  | -                  | -                  | -                  | -           | -           | -           | -           | -           | 26     | 11     | 4      | 11     | 42,31      | 6º          |
| 2008-2009       | Soyaux          | D1              | 22         | 5          | 4          | 13         | CF              | 2               | 1               | 0               | 1               | -                  | -                  | -                  | -                  | -                  | -           | -           | -           | -           | -           | 24     | 6      | 4      | 14     | 25,00      | 10º         |
| 2009-2010       | Soyaux          | D1              | 22         | 3          | 5          | 14         | CF              | 3               | 2               | 0               | 1               | -                  | -                  | -                  | -                  | -                  | -           | -           | -           | -           | -           | 25     | 5      | 5      | 15     | 20,00      | 11º (retr.) |
| 2010-2011       | Soyaux          | D2              | 22         | 17         | 2          | 3          | CF              | 2               | 1               | 0               | 1               | -                  | -                  | -                  | -                  | -                  | -           | -           | -           | -           | -           | 24     | 18     | 2      | 4      | 75,00      | 1º (prom.)  |
| 2011-2012       | Soyaux          | D1              | 22         | 2          | 0          | 20         | CF              | 1               | 0               | 1               | 0               | -                  | -                  | -                  | -                  | -                  | -           | -           | -           | -           | -           | 23     | 2      | 0      | 21     | &8,70      | 11º (retr.) |
| 2012-2013       | Soyaux          | D2              | 22         | 20         | 1          | 1          | CF              | 4               | 3               | 0               | 1               | -                  | -                  | -                  | -                  | -                  | -           | -           | -           | -           | -           | 26     | 23     | 1      | 2      | 88,46      | 1º (prom.)  |
| Totale Soyaux   | Totale Soyaux   | Totale Soyaux   | 132        | 56         | 15         | 61         |                 | 16              | 9               | 2               | 5               |                    | -                  | -                  | -                  | -                  |             | -           | -           | -           | -           | 148    | 65     | 16     | 67     | 43,92      |             |
| Totale carriera | Totale carriera | Totale carriera | 132        | 56         | 15         | 61         |                 | 16              | 9               | 2               | 5               |                    | -                  | -                  | -                  | -                  |             | -           | -           | -           | -           | 148    | 65     | 16     | 66     | 43,92      |             |

#### Club maschile
| Stagione             | Squadra              | Campionato           | Campionato | Campionato | Campionato | Campionato | Coppe nazionali | Coppe nazionali | Coppe nazionali | Coppe nazionali | Coppe nazionali | Coppe continentali | Coppe continentali | Coppe continentali | Coppe continentali | Coppe continentali | Altre coppe | Altre coppe | Altre coppe | Altre coppe | Altre coppe | Totale | Totale | Totale | Totale | % Vittorie | Piazzamento |
| Stagione             | Squadra              | Comp                 | G          | V          | N          | P          | Comp            | G               | V               | N               | P               | Comp               | G                  | V                  | N                  | P                  | Comp        | G           | V           | N           | P           | G      | V      | N      | P      | %          | Piazzamento |
| -------------------- | -------------------- | -------------------- | ---------- | ---------- | ---------- | ---------- | --------------- | --------------- | --------------- | --------------- | --------------- | ------------------ | ------------------ | ------------------ | ------------------ | ------------------ | ----------- | ----------- | ----------- | ----------- | ----------- | ------ | ------ | ------ | ------ | ---------- | ----------- |
| 2014-2015            | Clermont Foot        | L2                   | 38         | 12         | 13         | 13         | CF              | 2               | 1               | 1               | 0               | -                  | -                  | -                  | -                  | -                  | -           | -           | -           | -           | -           | 40     | 13     | 14     | 13     | 32,50      | 12º         |
| 2015-2016            | Clermont Foot        | L2                   | 38         | 16         | 10         | 12         | CF              | 2               | 1               | 0               | 1               | -                  | -                  | -                  | -                  | -                  | -           | -           | -           | -           | -           | 40     | 17     | 10     | 13     | 42,50      | 7º          |
| 2016-2017            | Clermont Foot        | L2                   | 38         | 11         | 13         | 14         | CF              | 3               | 2               | 0               | 1               | -                  | -                  | -                  | -                  | -                  | -           | -           | -           | -           | -           | 41     | 13     | 13     | 15     | 31,71      | 12º         |
| 2017-2018            | Clermont Foot        | L2                   | 5          | 2          | 2          | 1          | CF              | 0               | 0               | 0               | 0               | -                  | -                  | -                  | -                  | -                  | -           | -           | -           | -           | -           | 5      | 2      | 2      | 1      | 40,00      | dim.        |
| Totale Clermont Foot | Totale Clermont Foot | Totale Clermont Foot | 119        | 41         | 38         | 40         |                 | 7               | 4               | 1               | 2               |                    | -                  | -                  | -                  | -                  |             | -           | -           | -           | -           | 126    | 45     | 39     | 42     | 35,71      |             |
| Totale carriera      | Totale carriera      | Totale carriera      | 119        | 41         | 38         | 40         |                 | 7               | 4               | 1               | 2               |                    | -                  | -                  | -                  | -                  |             | -           | -           | -           | -           | 126    | 45     | 39     | 42     | 35,71      |             |

#### Nazionale femminile
Statistiche aggiornate al 30 novembre 2021.
| 2018           | Francia        | SheBelieves Cup 2018   | 3º                           | 3  | 1  | 1 | 1 | 33,33   | 5   | 5  | 0    |
| 2019           | Francia        | Mondiale 2019          | Quarti di finale             | 5  | 4  | 0 | 1 | 80,00   | 10  | 4  | +6   |
| 2019           | Francia        | Qual. Euro 2022        | 1º nel gruppo G, qualificata | 2  | 2  | 0 | 0 | 100,00& | 9   | 0  | +9   |
| 2020           | Francia        | Qual. Euro 2022        | 1º nel gruppo G, qualificata | 6  | 5  | 1 | 0 | 83,33   | 35  | 0  | +35  |
| 2020           | Francia        | Torneo di Francia 2020 | 1º (vincitore)               | 3  | 2  | 1 | 0 | 66,67   | 5   | 3  | +2   |
| 2021           | Francia        | Qual. Mondiale 2023    | nel gruppo I                 | 6  | 6  | 0 | 0 | 100,00& | 37  | 2  | +35  |
| 2022           | Francia        | Qual. Mondiale 2023    | nel gruppo I                 | 0  | 0  | 0 | 0 | —       | 0   | 0  | 0    |
| 2022           | Francia        | Euro 2022              | Qualificata                  | 0  | 0  | 0 | 0 | —       | 0   | 0  | 0    |
| Dal 2017       | Francia        | Amichevoli             |                              | 27 | 22 | 2 | 3 | 81,48   | 75  | 14 | +61  |
| Totale Francia | Totale Francia | Totale Francia         | Totale Francia               | 52 | 42 | 5 | 5 | 80,77   | 176 | 28 | +148 |

## Palmarès

### Giocatrice

#### Individuale
- Trophée spécial UNFP: 1

2005

### Allenatrice

#### Nazionale
- Cyprus Cup: 1

2012
- Torneo di Francia: 2

2020, 2021